# Кім Васін
Кім Ва́сін (справжнє ім'я Васін Кім Кирилович; *14 березня 1924, село Шоркінер, Сернурський район — †18 лютого 2005, місто Йошкар-Ола) — марійський письменник і літературознавець. Автор багатьох прозових творів та наукових працю з питань взаємозв'язків марійської літератури з літературами інших народів світу.
Про Тараса Шевченка і його вплив на творчість марійських письменників Васін пише в статтях: «Велике братерство» (1954), «Добре слово. Шевченко в марійській поезії», «Нам близькі і Шевченко і Руставелі, і Тукай» (обидві — 1961) та інші. В книжці «Страницы дружбы» (Йошкар-Ола, 1959) та «Творческие взаемосвязи марийской дитературы» (Йошкар-Ола, 1969), Шевченкові присвятив окремі розділи.